# Cacic de Cassin
El cacic de Cassin (Psarocolius cassini) és un ocell de la família dels ictèrids (Icteridae).

## Hàbitat i distribució
Habita la selva i límit del bosc de les terres baixes del nord-oest de Colòmbia.